# Robert Sherman
Robert Bernard Sherman (New York, 19 december 1925 – Londen, 5 maart 2012) was een Amerikaans componist van filmmuziek. Hij werkte samen met zijn broer Richard Sherman. De bekendste werken van de broers zijn terug te vinden in films van Walt Disney Pictures zoals Mary Poppins, Jungle Boek en Het Grote Verhaal van Winnie de Poeh. In 1965 won hij voor het nummer Chim Chim Cher-ee de Academy Award voor Beste Originele Nummer.
In april 1945 leidde Sherman een militaire eenheid in de bevrijding van concentratiekamp Dachau.
Sherman overleed op 86-jarige leeftijd.